# Sörskogen
Sörskogen er et svensk progressiv rock-projekt af musikerne Mikael Åkerfeldt og Dan Swanö, der begge er kendt for brede musikinteresser. Projektet er opkaldt efter et mindre fællesskab fra Stockholmforstaden Huddinge, hvor Åkerfeldt øvede med sit første band Eruption sidst i 1980'erne. Til Opethkoncerten 18. december 2008 påstod Åkerfeldt at have spillet fodbold for Sörskogen IF. Der vides ikke meget om idéerne bag projektet; Åkerfeldt har blot omtalt det få gange i interview.
Den eneste offentligt tilgængelige sang fra Sörskogen er Mordet i Grottan, som er at finde på nettet med Åkerfeldts tilladelse, men eksistensen af andre rygtes; Swanö har imidlertid benægtet, at der findes andre. Åkerfeldt står for vokalen og guitar på sangen, mens Swanö spiller trommer, bas og keyboard. Trods den professionelle indspilning er sangen ikke at finde på nogen egentlig udgivelse, men sangens omkvæd er siden hen blevet benyttet som omkvæd i sangen "To Rid The Disease" fra Opethalbummet Damnation.

## Medlemmer
- Mikael Åkerfeldt – Vokal, guitar
- Dan Swanö – Trommer, bas, keyboard